# Air Link

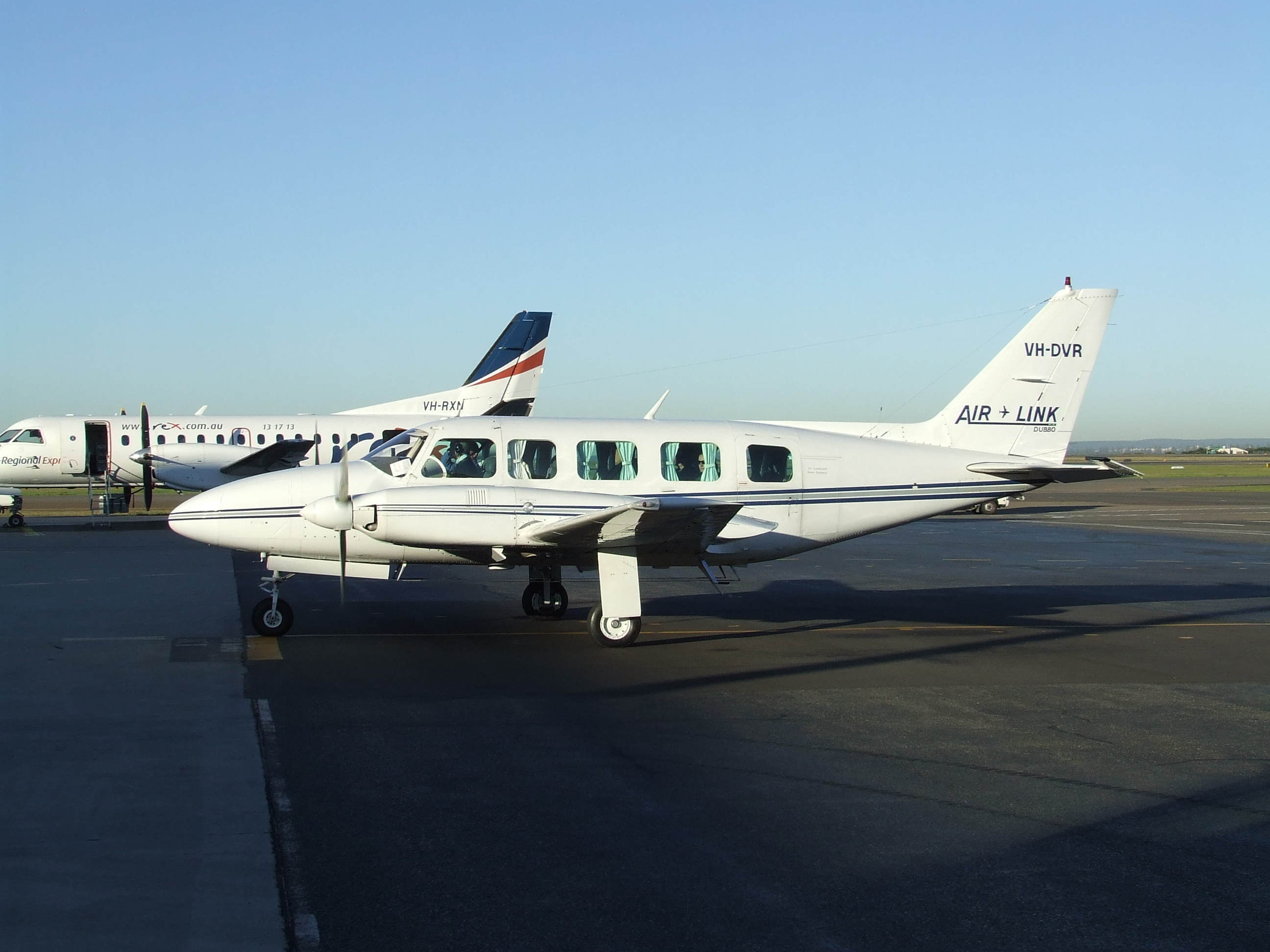
位於雪梨機場停機坪上的一架連接航空飛機

连接航空是一家澳大利亚航公司，总部位于新南威尔士州德寳市。连接航空是一家包机和班机航空公司，提供在新南威尔士州境内的航线，以其母公司区域快线航空的名义运营。其枢纽机场是德宝机场。